# Monstrosity (film)
Monstrosity (The Atomic Brain) este un film SF american din 1964 regizat de Joseph V. Mascelli pentru Emerson Film Enterprises. În rolurile principale joacă actorii Frank Gerstle, Erika Peters, Judy Bamber.

## Prezentare
Cumva, puterea atomică este folosită la transplantul de creier. O femeie în vârstă folosește această putere pentru a angaja două menajere sexy și străine (una familiară), cu ideea de a-și transplanta bătrânul ei creier într-o femeie sexy.

## Actori
| Actor          | Personaj       |
| -------------- | -------------- |
| Marjorie Eaton | Hetty March    |
| Frank Gerstle  | Dr. Otto Frank |
| Frank Fowler   | Victor         |
| Erika Peters   | Nina Rhodes    |
| Judy Bamber    | Bea Mullins    |
| Lisa Lang      | Anita Gonzalez |